# شلوم ملك إسرائيل
شلوم ملك إسرائيل أو شلّوم بن يابيش (بالعبرية: שַׁלּ֤וּם‏) هو ملك مملكة إسرائيل الشمالية لمدة شهر واحد.

## حكمه
كان شلوم في الأصل نقيبًا في جيش الملك زكريا بن يربعام الثاني، وان زكريا آخر ملك من أسرة ياهو ملك إسرائيل في السامرة. وقتل شلوم الملك زكريا، وملك عوضًا عنه على العشرة الأسباط. غير أنه خلال شهر، قتله منحيم بن جادي وملك عوضًا عنه.
قام ويليام أولبرايت بتأريخ حكمه في سنة 745 قبل الميلاد، وأرخها إدوين ثيلي سنة 752 قبل الميلاد.